# Lijst van leden van de Kantonsraad van Zwitserland uit het kanton Nidwalden

Vlag van Nidwalden.

Dit artikel bevat een lijst van leden van de Kantonsraad van Zwitserland uit het kanton Nidwalden.
Nidwalden is een van de kantons die slechts één vertegenwoordiger hebben in de Kantonsraad.

## Lijst
| Naam                     | Partij/fractie            | Ambtsperiode        | Geboren | Overleden |
| ------------------------ | ------------------------- | ------------------- | ------- | --------- |
| Joseph Maria Bünter      | katholieke conservatieven | 1848–1851           | 1808    | 1892      |
| Ferdinand Jann           | katholieke conservatieven | 1851–1855           | 1812    | 1874      |
| Karl Jann                | katholieke conservatieven | 1855–1857           | 1814    | 1877      |
| Jakob Kaiser             | katholieke conservatieven | 1857–1861 1868–1876 | 1818    | 1876      |
| Walter Zelger            | katholieke conservatieven | 1861–1868           | 1826    | 1874      |
| Niklaus Lussi            | katholieke conservatieven | 1877–1884           | 1825    | 1897      |
| Josef Mariä Amstad       | katholieke conservatieven | 1884–1894           | 1846    | 1926      |
| Jakob Konstantin Wyrsch  | KVP/PCP                   | 1894–1925           | 1842    | 1933      |
| Anton Zumbühl            | KVP/PCP                   | 1925–1937           | 1863    | 1947      |
| Remigi Joller            | KVP/PCP                   | 1937–1947           | 1891    | 1960      |
| Werner Christen          | KVP/PCP                   | 1947–1967           | 1895    | 1969      |
| Eduard Amstad            | CVP/PDC                   | 1967–1976           | 1922    | 2015      |
| Norbert Zumbühl          | CVP/PDC                   | 1977–1990           | 1919    | 2000      |
| Peter-Josef Schallberger | CVP/PDC                   | 1990–1999           | 1932    | 2010      |
| Marianne Slongo          | CVP/PDC                   | 1999–2007           | 1948    |           |
| Paul Niederberger        | CVP/PDC                   | 2007–2015           | 1948    |           |
| Hans Wicki               | FDP/PLR                   | 2015–               | 1964    |           |

Afkortingen
- CVP/PDC: Christendemocratische Volkspartij
- FDP/PLR: Vrijzinnig-Democratische Partij.De Liberalen
- KVP/PCP: Katholieke Volkspartij van Zwitserland, voorloper van de CVP/PDC
- SP/PS: Sociaaldemocratische Partij van Zwitserland

Bondsraad
Lijst van leden van de Zwitserse Bondsraad · 
Lijst van bondspresidenten van Zwitserland
Nationale Raad
Aargau · 
Appenzell Ausserrhoden · 
Appenzell Innerrhoden · 
Basel-Landschaft · 
Basel-Stadt · 
Bern · 
Fribourg · 
Genève · 
Glarus · 
Graubünden · 
Jura

Luzern · 
Neuchâtel · 
Nidwalden · 
Obwalden · 
Sankt Gallen · 
Schaffhausen · 
Schwyz · 
Solothurn · 
Thurgau · 
Ticino · 
Uri · 
Vaud · 
Wallis · 
Zug · 
Zürich
1983-1987 · 
1987-1991 · 
1991-1995 · 
1995-1999 · 
1999-2003 · 
2003-2007 · 
2007-2011 · 
2011-2015 · 
2015-2019 · 
2019-2023 · 
2023-2027
Voorzitters
Kantonsraad
Aargau · 
Appenzell Ausserrhoden · 
Appenzell Innerrhoden · 
Basel-Landschaft · 
Basel-Stadt · 
Bern · 
Fribourg · 
Genève · 
Glarus · 
Graubünden · 
Jura

Luzern · 
Neuchâtel · 
Nidwalden · 
Obwalden · 
Sankt Gallen · 
Schaffhausen · 
Schwyz · 
Solothurn · 
Thurgau · 
Ticino · 
Uri · 
Vaud · 
Wallis · 
Zug · 
Zürich
1983-1987 · 
1987-1991 · 
1991-1995 · 
1995-1999 · 
1999-2003 · 
2003-2007 · 
2007-2011 · 
2011-2015 · 
2015-2019 · 
2019-2023 · 
2023-2027
Voorzitters